# D’Jamila Tavares
D’Jamila Tavares (* 17. November 1994) ist eine Leichtathletin aus São Tomé und Príncipe, die sich auf den Mittelstreckenlauf spezialisiert hat und auch im Hindernislauf an den Start geht.

## Sportliche Laufbahn
2020 stellte D’Jamila Tavares in Lissabon mit 7:02,40 min einen Landesrekord über 2000 m Hindernis auf und im Jahr darauf startete sie dank einer Wildcard im 800-Meter-Lauf bei den Olympischen Sommerspielen in Tokio, bei denen sie mit 2:16,72 min in der ersten Runde ausschied. Zudem war sie bei der Eröffnungsveranstaltung gemeinsam mit dem Kanuten Buly da Conceição Triste Fahnenträgerin ihrer Nation.

## Persönliche Bestleistungen
- 800 Meter: 2:16,72 min, 30. Juli 2021 in Tokio
- 1500 Meter: 4:49,00 min, 5. Juni 2021 in Leiria
  - 1500 Meter (Halle): 4:54,71 min, 13. März 2021 in Pombal
- 2000 m Hindernis: 7:02,40 min, 15. August 2020 in Lissabon
- 3000 m Hindernis: 10:59,61 min, 27. Juli 2019 in Leiria